# Neomochtherus montanus
Neomochtherus montanus là một loài ruồi trong họ Asilidae. Neomochtherus montanus được Hine miêu tả năm 1909.